# سلدن (نیویورک)
سلدن (به انگلیسی: Selden) یک منطقهٔ مسکونی در ایالات متحده آمریکا است که در شهرستان سافک، نیویورک واقع شده‌است. سلدن ۱۱٫۲ کیلومتر مربع مساحت و ۱۹٬۸۵۱ نفر جمعیت دارد و ۲۷ متر بالاتر از سطح دریا واقع شده‌است.